# Phyllastrephus placidus
El bulbul plácido (Phyllastrephus baumanni) es una especie de ave paseriforme de la familia Pycnonotidae propia de África oriental. Anteriormente se consideraba una subespecie del bulbul de Cabanis.

## Distribución y hábitat
Se encuentra en África oriental, desde el este de Kenia y Tanzania hasta el noreste de Zambia, Malaui y el noroeste de Mozambique. Su hábitat natural son las sabanas húmedas.